# Silvester von Hößlin
Silvester von Hößlin (* 1978 in München) ist ein deutscher Schauspieler und Sprecher.

## Leben
Silvester von Hößlin besuchte von 1999 bis 2003 die Theater Hochschule Zürich. Noch während seiner Ausbildung wurde er für eine Produktion ans Landestheater Bregenz engagiert.
2004 gastierte er am Schauspielhaus Bochum. Ab 2005 war er für zwei Jahre Ensemblemitglied am Theater Aachen, wo er für die Darstellung des Leonce in Georg Büchners Leonce und Lena den Kurt-Sieder-Preis erhielt. Anschließend arbeitete er einige Jahre als freischaffender Schauspieler, unter anderem am Schauspiel Frankfurt und mit den Schweizer Theatergruppen Far A Day Cage und Mass und Fieber. Zwischen 2012 und 2015 gehörte er zum Ensemble am Theater Basel. Direkt im Anschluss war er für vier Jahre im Festengagement am Schauspiel Hannover. Seit 2020 arbeitet er freischaffend.
Silvester von Hößlin steht immer wieder vor der Kamera und ist im Fernsehen zu sehen.
Neben seiner Tätigkeit als Schauspieler ist er auch als Sprecher tätig. Regelmäßig spricht er Hörbücher ein und arbeitete unter anderem für das Schweizer Radio DRS und den NDR.
Außerdem war er Teil des Hip-Hop-Duos Jeder Rapper zählt und hatte 2019 als Silli de Wit Premiere mit dem musikalischen Solo Was Weiss Ich.

## Filmographie
- Sturm der Liebe, ARD, Regie: diverse, 2023
- Die Rosenheim-Cops, ZDF, Regie: Werner Siebert, 2022
- Dahoam is Dahoam, Bayerischer Rundfunk, Regie: Thomas Pauli, Daniel Anderson, 2022
- Hubert ohne Staller, ARD, Regie: Matthias Steurer, 2021

## Theater (Auswahl)
- Anatevka von Jerry Bock, Nationaltheater Mannheim, Regie: Markus Bothe, 2023
- Bluthaus von Georg Friedrich Haas, Bayerische Staatsoper / Residenztheater, Regie: Claus Guth, 2022
- I hired a contract killer von Aki Kaurismäki, Theater Rigiblick, Regie: Daniel Rohr, 2021
- Rotkäppchen und der Wolf von Martin Mosebach, Schauspiel Hannover, Regie: Tom Kühnel, 2019
- Hedda Gabler von Henrik Ibsen, Schauspiel Hannover, Regie: Alexander Eisenach, 2018
- Mephisto von Klaus Mann, Schauspiel Hannover, Regie: Milan Peschel, 2018
- Die Nacht von Lissabon von Erich Maria Remarque, Schauspiel Hannover, Regie: Lars-Ole Walburg, 2017
- Das Richtfest von Lutz Hübner und Sarah Nemitz, Schauspiel Hanover, Regie: Mina Salehpour, 2016
- Der Zauberberg von Thomas Mann, Theater Basel, Regie: Thom Luz, 2015
- Der Richter und sein Henker von Friedrich Dürrenmatt, Theater Basel, Regie: Barbara Weber, 2014
- Anna Karenina von Leo Tolstoi, Theater Basel, Regie: Bettina Oberli, 2013
- Ein Traumspiel von August Strindberg, Theater Basel mit Far A Day Cage, Regie: Tomas Schweigen, 2012
- Tell/Zahhak von Friedrich Schiller und Ferdosi, Koproduktion der Gruppen Mass und Fieber und Don Quixote in Altdorf und Teheran, Regie: Niklaus Helbling, Ali Asghar Dashti, 2012
- Pate I-III nach der Der Pate Trilogie, Produktion der Gruppe Far A Day Cage in Zürich, Regie: Tomas Schweigen: 2009
- Das Schloss von Franz Kafka, Schauspiel Frankfurt, Regie: Tomas Schweigen, 2008
- Leonce und Lena von Georg Büchner, Theater Aachen, Regie: Thomas Oliver Niehaus, 2007
- König Lear von William Shakespeare, Theater Aachen, Regie: Elina Finkel, 2006
- Judith von Friedrich Hebbel, Schauspielhaus Bochum, Regie: Wilfried Minks, 2004